# تصفيات كأس العالم 2018 – آسيا المرحلة الرابعة
المرحلة الرابعة من التصفيات الآسيوية ضمن تصفيات كأس العالم لكرة القدم 2018 المؤهلة للمونديال روسيا ستنطلق في 5 أكتوبر إلى 10 من نفس الشهر 2017.

## الشكل
خلال المرحلة الرابعة، يتواجه المنتخبين صاحبين المركز الثالث في مجموعتي المرحلة الثالثة في مواجهتين ذهاب وإياب. الفائز في المباراة الفاصلة يتقدم لمرحلة المباراة الفاصلة القارية ضد صاحب المركز الرابع من مجموعة الكونكاكاف.
ترتيب المباراتين قرر مسبقا من قبل الاتحاد الآسيوي لكرة القدم، وأعلن خلال السحب للمرحلة الثالثة. الفريق في المرتبة الثالثة من المجموعة أ يستضيف مباراة الذهاب، بينما الفريق في المرتبة الثالثة من المجموعة ب يستضيف مباراة الإياب.

## المنتخبات المتأهلة
| المجموعة (المرحلة 3) | المركز الثالث |
| -------------------- | ------------- |
| أ                    | سوريا         |
| ب                    | أستراليا      |

## المباريات
| الفريق الأول | إجم. | الفريق الثاني | مباراة الذهاب | مباراة الإياب |
| ------------ | ---- | ------------- | ------------- | ------------- |
| سوريا        | 2–3  | أستراليا      | 1–1           | 1–2 (ب.و.إ.)  |

| سوريا                | 1–1                      | أستراليا   |
| -------------------- | ------------------------ | ---------- |
| - السومة 85' (ركلة.) | تقرير (FIFA) تقرير (AFC) | - كروز 40' |

| أستراليا          | 2–1 (ب.و.إ.)             | سوريا       |
| ----------------- | ------------------------ | ----------- |
| - كاهيل 13'، 109' | تقرير (FIFA) تقرير (AFC) | - السومة 6' |

## وصلات خارجية
- الموقع الرسمي

  - التصفيات الآسيوية – المرحلة 4, FIFA.com
- كأس العالم لكرة القدم, the-AFC.com